# Рыжая Соня
Рыжая Соня (англ. Red Sonja) — женщина-воин Хайборийской эры, персонаж комиксов Marvel Comics и Dynamite Entertainment. Создана в 1973 году писателем Роем Томасом и художником Барри Виндзор-Смитом как «женский аналог» Конана-варвара.

## История создания
Рыжую Соню придумал Рой Томас, сценарист фильма «Конан-разрушитель» и мультфильма «Огонь и лёд». Имя было взято из рассказа Роберта И. Говарда «Тень Вальгары», главную героиню которого также зовут Рыжая Соня (англ. Red Sonya), при этом в имени изменили одну букву — Y на J. Но больше ничего общего с этим рассказом персонаж не имеет — в рассказе речь идёт о казаках, сражающихся с турецким владычеством, а его главная героиня, соответственно — украинская девушка-казачка из Рогатина (оттуда же родом и её главная соперница и сестра Роксолана, реальный исторический персонаж, жена султана Сулеймана). Рой Томас же создал архетипичный образ амазонки в бронированном бикини, который стал как объектом подражания, так и предметом насмешек и пародий, и поместил героиню в Хайборийскую эру — сеттинг «Конана», придуманный Р. Говардом. Также известно, что Рой Томас за прообраз Сони брал другую рыжеволосую девушку-персонажа Роберта Говарда — Агнес де Шастильон.
Вопрос об авторстве остро встал в 2007 году, когда компания Paradox, владеющая правами на наследие Говарда, подала в суд на Red Sonja LLC за использование для своего персонажа имени из книг Говарда. Суд закончился мировым соглашением, по которому Paradox признали права своих соперников на торговую марку «Red Sonja» (через J).

## Вымышленная биография
Согласно предыстории, Соня — жительница гирканских степей. Её дом сожгли разбойники, её семью убили, а сама она была жестоко изнасилована. Найдя в себе силы выжить, Соня посвятила всю свою жизнь мести и тренировкам, чтобы стать идеальным воином.

## Появления
Соня впервые появляется в комиксах Marvel о Конане как второстепенный персонаж в 1973 году. С 1975 года Marvel запустила линейку комиксов о самой Соне. После 34-го выпуска авторы «убили» Соню и совершили перезапуск серии с новой Соней, которая является далёким потомком предыдущей.
Несколько раз Соня появлялась в комиксах «всех звёзд Marvel», где ей приходилось встречаться даже с персонажами современной Marvel Universe — Человеком-пауком и Людьми Икс.
В 2005 году Marvel продала лицензию на выпуск комиксов о Соне новому издательству Dynamite Entertainment, которое запустило обширную серию комиксов о героине. За эту серию Dynamite в том же году получило премию Diamond Comics Distributors как лучшее новое издательство. На 2012 год серия от Dynamite продолжает выходить.
В России «Сага о Рыжей Соне» выпускалась издательством «Северо-Запад Пресс» с 1998 по 2003 год. За пять лет издательством было выпущено 18 книг.

### Романы
Романы, написанные Дэвидом Смит и Ричардом Л. Тирни:
- «Кольцо Икрибу» (1981)
- «Ночь демона» (1982)
- «Когда смеется ад» (1982)
- «Дочь Эндитора» (1982)
- «Против князя ада» (1983)
- «Звезда рока» (1983)

### Экранизации
- «Рыжая Соня» (1985) режиссёра Ричарда Флейшера. В роли Сони — Бригитта Нильсен, в роли её спутника Калидора — Арнольд Шварценеггер. Фильм был снят на волне успеха фильмов о Конане, однако в прокате провалился.
- «Конан» (телесериал, 1997). В роли Сони Анжелика Бриджес. Соня появляется в одной из серий, здесь у неё другая биография, в которой отсутствует изнасилование.
- В конце 2000-х — начале 2010-х режиссёр Саймон Уэст работал над проектом новой экранизации «Сони», которую должна была сыграть Роуз МакГоун. Фильм так и не увидел свет, а Макгоун в итоге сыграла другого персонажа в ремейке «Конана-варвара» (2011).
- «Рыжая Соня» (2025). После нескольких лет разработки и приостановки в 2019 году работы над фильмом «Рыжая Соня» студией Millennium Films в результате конфликта с режиссёром Брайаном Сингером, в 2022 году производство картины возобновилось. Съемки фильма проходят в Болгарии (затем в Греции). Главную роль получила Матильда Лутц, сменившая Ханну Джон-Кеймен, выбывшую из проекта из-за несовпадения рабочих графиков. Сценарий фильма был написан Джоуи Солоуэй и Ташей Хуо. Режиссёр: М. Дж. Бассетт.

## Критика
Рыжая Соня получила первое место в списке «100 самых сексуальных женщин в комиксах» журнала Comics Buyer’s Guide.